# Nico (cantante alemana)
Christa Päffgen (Colonia, 16 de octubre de 1938-Ibiza, 18 de julio de 1988), más conocida como Nico, fue una cantautora, modelo y actriz alemana. Es conocida tanto por su colaboración con el grupo musical The Velvet Underground como por su trabajo como solista.
Si bien es más conocida por su trabajo musical, tuvo también un puñado de papeles en el cine, incluyendo una pequeña aparición en la aclamada película de Federico Fellini de 1960 La Dolce Vita. Fue amiga cercana y colaboradora artística de Andy Warhol, por lo que también actuó en varios papeles en sus películas de arte experimental, especialmente en Chelsea Girls, título que la inspiró después para nombrar así su álbum de debut, Chelsea Girl.
Ante la insistencia de Warhol, cantó tres canciones del álbum debut de Velvet Underground, The Velvet Underground & Nico (1967). Al mismo tiempo, comenzó una carrera en solitario y lanzó su álbum debut Chelsea Girl. El amigo de Nico, Jim Morrison, le sugirió que comenzara a escribir su propio material. Compuso canciones en un armonio, un instrumento raro en el rock. John Cale se convirtió en su arreglista musical y produjo The Marble Index, Desertshore, The End y otros álbumes posteriores.
En la década de 1980, realizó numerosas giras por Europa, Estados Unidos, Australia y Japón. Después de un concierto en Berlín en junio de 1988, se fue de vacaciones a Ibiza a descansar, lugar donde murió como resultado de un accidente en bicicleta.

## Biografía
La fecha y lugar de su nacimiento no están del todo claros. La mayor parte de las fuentes aseguran que fue en 1938 en Radek, Checoslovaquia.[cita requerida] A los dos años de edad, sus padres se mudaron a la ciudad alemana de Spreewald, no lejos de Berlín. Su padre, de profesión ferroviario, murió en un campo de concentración durante la Segunda Guerra Mundial. Al finalizar la guerra y dividirse Berlín, Nico y su madre se quedaron en el sector estadounidense, donde Nico realizó trabajos como modista, los cuales pronto dejó para dedicarse a ser modelo. Durante una visita de trabajo a España, conoció a un fotógrafo que había mantenido una relación con otro hombre de origen griego y cuyo nombre era Nico Papatakis. Dicho fotógrafo comenzó a llamar a la joven Nico en honor a esta relación pasada suya y ella acabaría por adoptarlo como nombre artístico. Otras fuentes, sin embargo, señalan al marido de Anouk Aimée, con el que la aún llamada Christa tuvo una relación sentimental frustrada durante su estancia en París, como el referente.[cita requerida] Nico hablaba inglés, español, francés, alemán e italiano.
Después de interpretar varias canciones en el mítico disco The Velvet Underground & Nico, de The Velvet Underground, y compartir escenario con sus componentes en el vanguardista show de rock llamado "The Exploding Plastic Inevitable", organizado por Warhol y otros miembros de la Factory, emprendió una carrera musical en solitario. Su primer álbum es un disco pop llamado Chelsea Girl y en él colaboran, entre otros, Lou Reed, John Cale y Jackson Browne. Tras no cosechar con Chelsea Girl el éxito esperado, Nico prosiguió su camino adentrándose en territorios más oscuros y experimentales, apadrinada por John Cale en la composición y producción de sus discos, y recibiendo la ayuda y colaboración puntual de otros artistas como Brian Eno.
Tras aparecer en varios anuncios televisivos, en 1958 Nico obtuvo un papel en la película La Tempesta de Alberto Lattuada. En 1959 actuó en un filme musical junto a Mario Lanza. En 1960 se unió al reparto de la película de Federico Fellini La Dolce Vita. Por ese entonces, Nico se mudó a Nueva York, donde tomó clases de interpretación con Lee Strasberg y donde conoció a Jim Morrison. Repartía sin embargo su tiempo entre las ciudades de Nueva York y París. En esta última ciudad protagonizó la película Strip-Tease, de Jacques Poitrenaud. Serge Gainsbourg produjo el tema musical que Nico grabó para el film, el cual cantó en francés y que no fue finalmente editado (en ese momento), ya que se eligió la versión de Juliette Gréco. La vinculación de Nico con París fue extraordinariamente importante durante los años setenta, ya que allí tuvo lugar su larga relación con el cineasta underground Philippe Garrel. Juntos hicieron siete películas, entre ellas la célebre La cicatrice intérieure. Garrel relató luego emocionado las noches en que ambos subían a la cubierta de la Ópera de París, donde rodaban durante horas imágenes sin argumento con una cámara de mano. Su película J'entends plus la guitare está dedicada a la cantante. En 1963 nació su único hijo, llamado Ari, fruto de la relación amorosa con el actor y empresario Alain Delon.
El cineasta Wes Anderson puso dos temas de Nico en su más reconocido film, The Royal Tenenbaums, donde puede oírse a Bob Dylan, John Lennon, The Beatles, Nick Drake, entre otros.
Nico falleció en Ibiza, España, en 1988. Cuando estaba de paseo en bicicleta con su hijo sufrió un pequeño ataque al corazón, cayéndose y golpeándose en la cabeza. Un taxista que pasaba por allí la llevó a un hospital cercano donde tuvo dificultades para ser atendida. En el hospital, fue erróneamente diagnosticada de insolación y falleció al día siguiente de derrame cerebral. Fue incinerada y sus cenizas sepultadas junto a su madre, Margaret Päffgen, en Berlín. A su alrededor, unos pocos amigos la despidieron con una cinta en la que sonaron canciones suyas.

## Discografía

### Álbumes de estudio
| Año  | Título                                    |
| ---- | ----------------------------------------- |
| 1967 | The Velvet Underground & Nico             |
| 1967 | Chelsea Girl                              |
| 1969 | The Marble Index                          |
| 1970 | Desertshore                               |
| 1974 | The End                                   |
| 1981 | Drama of Exile (lanzado en dos versiones) |
| 1985 | Camera Obscura                            |

### Álbumes en vivo
| Año  | Título                                                      |
| ---- | ----------------------------------------------------------- |
| 1975 | June 1, 1974                                                |
| 1978 | Fata Morgana                                                |
| 1982 | Do or Die: Nico in Europe                                   |
| 1986 | Live Heroes                                                 |
| 1986 | Behind the Iron Curtain                                     |
| 1987 | Nico in Tokyo                                               |
| 1988 | Fata Morgana (Nico's Last Concert)                          |
| 1989 | Hanging Gardens                                             |
| 1994 | Heroine                                                     |
| 1997 | Chelsea Girl / Live                                         |
| 2003 | Femme Fatale: The Aura Anthology (Drama of Exile extendido) |
| 2007 | All Tomorrow's Parties (álbum doble)                        |

### Álbumes compilatorios
| Año  | Título |
| ---- | --- |
| 1998 | Nico: The Classic Years |
| 2002 | Innocent & Vain — An Introduction to Nico                                                                                    |
| 2003 | Femme Fatale — The Aura Anthology (Reedición de Drama of Exile con canciones adicionales y Live at Chelsea Town Hall 9.8.85) |
| 2007 | The Frozen Borderline - 1968–1970 (Reedición de The Marble Index y Desertshore con canciones adicionales)                    |

### Sencillos
| Año  | Título                                                   |
| ---- | -------------------------------------------------------- |
| 1965 | I'm Not Sayin' / The Last Mile (45 RPM Single)           |
| 1981 | Saeta / Vegas (45 RPM Single, Flicknife Records FLS 206) |

## Reconocimientos
En 1995 Susanne Ofteringer realizó el documental Nico Icon sobre la vida de la cantante.
En 2017, se estrenó la película sobre su vida, Nico 1988, dirigida por la realizadora italiana Susanna Nicchiarelli.
El libro You Are Beautiful and You Are Alone: la biografía de Nico, escrito por Jennifer Otter Bickerdike, salió a la venta en 2022.